# Dave Richmond
David "Dave" Richmond (født 1940 i Brighton Sussex, England) er en engelsk bassist og komponist.
Richmond er nok mest kendt fra sit samarbejde med Manfred Mann og dennes gruppe. Han var også session musiker i 1970´erne for f.eks. Cliff Richard, The Shadows, Olivia Newton-John, Elton John, Cilla Black, Serge Gainsbourg, Jane Birkin, Dusty Springfield etc.
Richmond dannede gruppen Collage (1973) med Brian Bennett og Alan Hawkshaw som lavede en lp Misty. Selvom han i starten af sin karriere primært var elbassist, spiller han også kontrabas. Han spiller i dag stadig som sessionbassist bl.a. med den tyske slagermusiker Bert Kaempferts bigband, og i andre forskellige jazz- og rocksammenhænge.

## Udvalgte plader

### Solo LP´er
- Mainly Bass - 1983
- Thought Patterns - 1979 med Clive Hicks
- Tolls of the Trade - 1980 med Harold Fisher

### Som sideman
- Manfred Mann - As is - 1966
- Manfred Mann - The Soul of Mann - 1967
- Marvin, Welch & Farrar - Marvin, Welch & Farrar - 1971
- Marvin, Welch & Farrar - Second Opinion - 1971
- Cliff Richard - Cliff Goes East - 1972
- Collage/Misty - 1973 trio med Brian Bennett og Alan Hawkshaw
- Moody - The Gentle Rain - 1973
- Brian Bennett - Aim High (Brian Bennett at KPM 1973-1976) - 2005
- The Shadows - Shades of Rock - 1970 (med på enkelte numre).
- The Shadows - Specs Appeal - 1975
- Hank Marvin - Guitar Syndicate - 1977
- Elton John - Elton John - 1970
- Elton John - Chronicles - 2005
- Olivia Newton-John - Olivia - 1998
- Bert Kaempfert - Celebrating a Legend - 2004
- Serge Gainsbourg - London Paris - 1963-1971 - 2016